# Odontostilbe parecis
Odontostilbe parecis es una especie de peces de la familia Characidae en el orden de los Characiformes.

## Morfología
Los machos pueden llegar alcanzar los 3,9 cm de longitud total y las hembras 4,16.

## Hábitat
Vive en zonas de clima tropical.

## Distribución geográfica
Se encuentran en Sudamérica: ríos Guaporé,  Galera,  Novo y  Madeira (Brasil).